# Нофль-ле-Шато
Нофль-ле-Шато (фр. Neauphle-le-Château) — город во Франции в департаменте Ивелин региона Иль-де-Франс.

## История
Название города Нофль происходит из галльского языка и означает число 9. В городке находился замок, разрушенный во время Столетней войны.
8 октября 1978 года в городке поселился находившийся в эмиграции аятолла Хомейни. В городке он прожил около четырех месяцев. После его возвращения в Иран, улица Черчилль-стрит в Тегеране была переименована в честь городка Нофль-ле-Шато.
С 1999 по 2013 годы в городке жила популярная в 1940-е годы американская киноактриса Дина Дурбин.